# Paula Henningsen
Paula Klara Friederike Henningsen, geborene Kuntzmann (* 30. Dezember 1881 in Hannover; † 5. April 1969 in Maschen), war eine deutsche Politikerin und Mitglied der Hamburgischen Bürgerschaft.

## Leben und Wirken
Paula Henningsen war die Tochter eines Zollbeamten und einer Schneidermeisterin. Die ersten vier Lebensjahre wohnte sie bei einer Tante. Ihre Mutter starb 1885. Anschließend lebte sie mit ihrem Vater und dessen neuer Ehefrau sowie vier Geschwistern, die aus der zweiten Ehe des Vaters stammten. 1888 ging die Familie nach Hamburg. Paula Henningsen besuchte dort eine Volksschule und absolvierte das Lehrerinnenseminar. Nach dem Examen 1901 lehrte sie an einer Volksschule. 1904 heiratete sie Nicolaus Henningsen, der ebenfalls Lehrer sowie Schriftsteller war. Paula Henningsen arbeitete nach der Eheschließung nicht mehr, bekam 1904 und 1906 jeweils eine Tochter sowie 1917 einen Sohn.
Paula Henningsen trat während des Ersten Weltkriegs in die SPD ein und arbeitete als Referentin für die Partei. Sie befasste sich insbesondere mit Fragen zur Frauenpolitik im Gesundheits- und Bildungswesen. Später galt ihr Interesse Fragestellungen zur Geburtenregelung, Empfängnisverhütung und der Abtreibung. Der Hamburgischen Bürgerschaft gehörte sie von 1921 bis 1933 an. Von 1927 bis 1933 übernahm sie die Schriftführung. Während der Abgeordnetenzeit war sie in der Gesundheitsbehörde und der Berufsschulbehörde tätig. Gemeinsam mit Adele Reiche und dem Arzt Rudolf Elkan rief sie 1930 eine Hamburger Ortsgruppe des Reichsverbands für Geburtenregelung und Sexualhygiene ins Leben, die bald als Paula Henningsens schmutziger Verein bezeichnet wurde. Die Ortsgruppe positionierte sich für Schwangerschaftsabbrüche. Henningsen hatte den Vorsitz des Vereins seit dessen Gründung bis zum Verbot durch die Nationalsozialisten 1933 inne. Sie war für ihre Zeit derart mutig, dass sie die Anwendung von Pessaren am eigenen Körper praktisch demonstrierte. Nachdem die Nationalsozialisten den Verein verboten hatten, engagierte sich Paula Henningsen auch nach dem Ende des Zweiten Weltkriegs nicht mehr politisch.
Paula Henningsen starb im April 1969 in Maschen.